# Welyki Meschyritschi
Welyki Meschyritschi (ukrainisch Великі Межирічі; russisch Великие Межиричи Welikije Meschiritschi, polnisch Międzyrzecz oder Międzyrzecz Korecki) ist ein ukrainisches Dorf in der Oblast Riwne. Es liegt im Rajon Korez, etwa 21 Kilometer westlich der ehemaligen Rajonshauptstadt Korez und 44 Kilometer östlich der Oblasthauptstadt Riwne am Fluss Stawy.

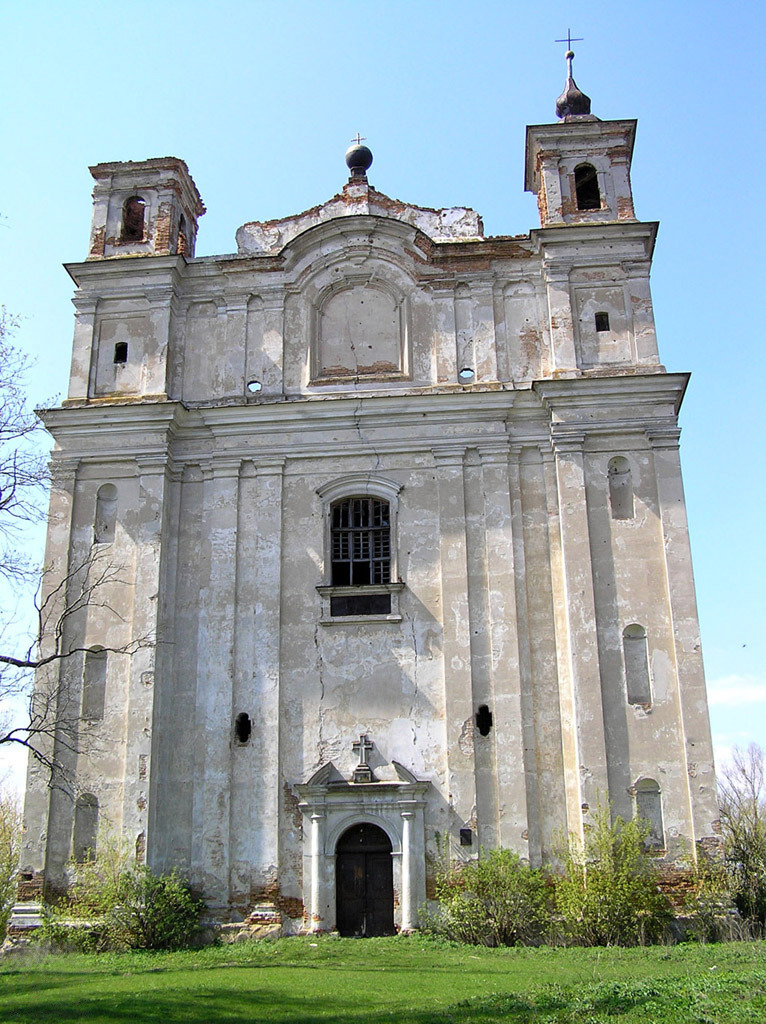
Kirche im Ort

Das Dorf wurde 1544 zum ersten Mal schriftlich erwähnt und gehörte bis zur Zweiten Polnischen Teilung zur Adelsrepublik Polen (in der Woiwodschaft Wolhynien), kam dann zum Russischen Reich, wo es im Gouvernement Wolhynien lag. Im 18. Jahrhundert wurde es unter Dow Bär, dem „Maggid von Mesritsch“ zum Zentrum des Chassidismus. 1918/1921 fiel es an Polen und kam zur Woiwodschaft Wolhynien in den Powiat Równe, Gmina Międzyrzecz. Nach dem Beginn des Zweiten Weltkrieges besetzte die Sowjetunion das Gebiet und machte den Ort im Januar 1940 zum Hauptort des gleichnamigen Rajons Meschyritschi. Nach dem Überfall Deutschlands auf die Sowjetunion im Juni 1941 kam der Ort bis 1944 unter deutsche Herrschaft (eingegliedert in das Reichskommissariat Ukraine), wurde aber nach dem Krieg wieder von der Sowjetunion annektiert und der Ukrainischen SSR zugeschlagen. Am 21. Januar 1959 wurde der Rajon Meschyritschi aufgelöst, dem Rajon Korez angegliedert und Meschyritschi blieb ein einfaches Dorf, seit 1991 ist es ein Teil der heutigen Ukraine.
1965 wurde der Ortsname auf Welyki Meschyritschi geändert um ihn besser von mehreren gleichnamigen Dörfern unterscheiden zu können.

## Verwaltungsgliederung
Am 12. Juni 2020 wurde das Dorf zum Zentrum der neugegründeten Landgemeinde Welyki Meschyritschi (Великомежиріцька сільська громада Welykomeschyrizka silska hromada). Zu dieser zählen noch die 15 in der untenstehenden Tabelle aufgelisteten Dörfer, bis dahin bildete es zusammen mit den Dörfern Dywen, Kolodijiwka und Sastawja die Landratsgemeinde Welyki Meschyritschi (Великомежиріцька сільська рада/Welykomeschyrizka silska rada) im Westen des Rajons Korez.
Am 17. Juli 2020 wurde der Ort Teil des Rajons Riwne.
Folgende Orte sind neben dem Hauptort Welyki Meschyritschi Teil der Gemeinde:
| Name                     | Name       | Name                       | Name                         | Name |
| ukrainisch transkribiert | ukrainisch | russisch                   | polnisch                     |      |
| ------------------------ | ---------- | -------------------------- | ---------------------------- | ---- |
| Beresiwka                | Березівка  | Березовка (Beresowka)      | Charucza Mała                |      |
| Bokschyn                 | Бокшин     | Бокшин (Bokschin)          | Bokszyn                      |      |
| Braniw                   | Бранів     | Бранев (Branew)            | Braniów                      |      |
| Dywen                    | Дивень     | Дивень (Diwen)             | Dywiń                        |      |
| Horodyschtsche           | Городище   | Городище (Gorodischtsche)  | Horodyszcze                  |      |
| Iwaniwka                 | Іванівка   | Ивановка (Iwanowka)        | Janówka                      |      |
| Kolodijiwka              | Колодіївка | Колодиевка (Kolodijewka)   | Charucza Wielka, Kołodyjówka |      |
| Mala Sowpa               | Мала Совпа | Малая Совпа (Malaja Sowpa) | Sołpa Mała                   |      |
| Newirkiw                 | Невірків   | Невирков (Newirkow)        | Niewirków                    |      |
| Sastawja                 | Застав'я   | Заставье (Sastawje)        | Zastawie                     |      |
| Samostrily               | Самостріли | Самострелы (Samostrely)    | Samostrzały                  |      |
| Schorniwka               | Жорнівка   | Жерновка (Schernowka)      | Żarnówka                     |      |
| Schtschekytschyn         | Щекичин    | Щекичин (Schtschekitschin) | Szczekiczyn                  |      |
| Stowpyn                  | Стовпин    | Столпин (Stolpin)          | Stołpin                      |      |
| Switanok                 | Світанок   | Свитанок (Switanok)        | Błudów                       |      |

## Mit dem Dorf verbundene Persönlichkeiten
- Dow Bär von Mesritsch (um 1710–1772), auch geschrieben Dow Bär von Meseritz, Rabbiner, Führer der chassidischen Bewegung.